# کریستوفر جولین
کریستوفر جولین (انگلیسی: Christopher Jullien؛ زادهٔ ۲۲ مارس ۱۹۹۳) بازیکن فوتبال اهل فرانسه است.
از باشگاه‌هایی که در آن بازی کرده‌است می‌توان به باشگاه فوتبال سلتیک، باشگاه فوتبال دیژون، باشگاه فوتبال اوسر، باشگاه فوتبال فرایبورگ، و باشگاه فوتبال تولوز اشاره کرد.
وی همچنین در تیم ملی فوتبال زیر ۲۰ سال فرانسه بازی کرده‌است.